# Ladislav Šimůnek
Ladislav Šimůnek (4 de outubro de 1916 - 7 de dezembro de 1969) foi um futebolista checo que atuava como atacante.

## Carreira
Ladislav Šimůnek fez parte do elenco da Seleção Checoslovaca de Futebol, na Copa de 1938. 